# Renate Ackermann
Pour les articles homonymes, voir Ackermann.
Renate Ackermann, née le 26 avril 1952 à Ansbach, est une femme politique allemande de l'Alliance 90 / Les Verts.

## Carrière politique
Du 6 octobre 2003 au 7 octobre 2013, elle est députée au Landtag de Bavière.